# Rue Paul-Lelong
La rue Paul-Lelong est une voie du 2e arrondissement de Paris, en France.

## Situation et accès

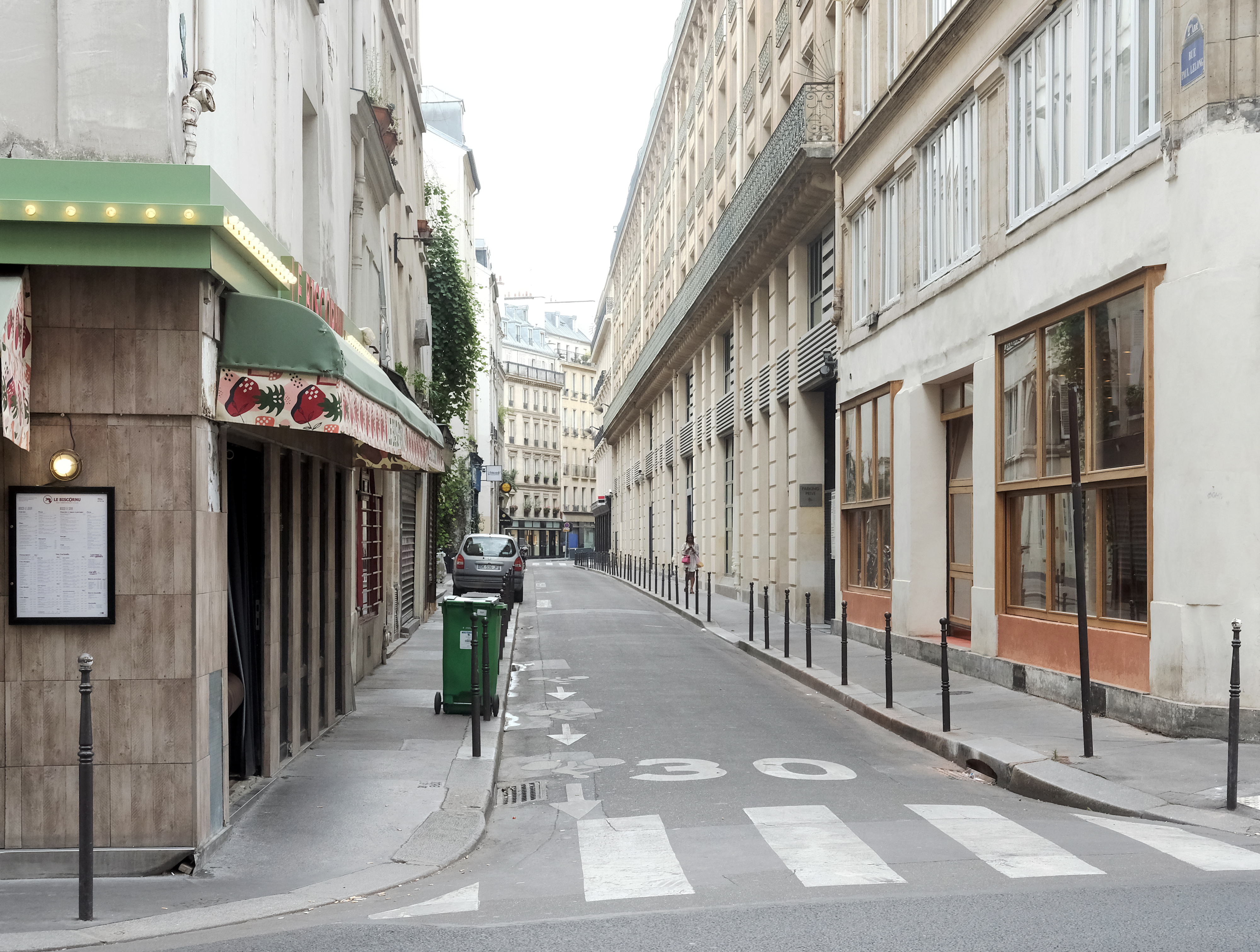
Rue Paul-Lelong vue depuis la rue Montmartre.

La rue Paul-Lelong est une voie publique située dans le 2e arrondissement de Paris. Elle débute au 89, rue Montmartre et se termine au 14, rue de la Banque.

## Origine du nom
Elle porte le nom de Paul Lelong (1799-1846), architecte des Domaines.

## Historique
La rue est formée par la réunion le 2 avril 1868 de deux rues.

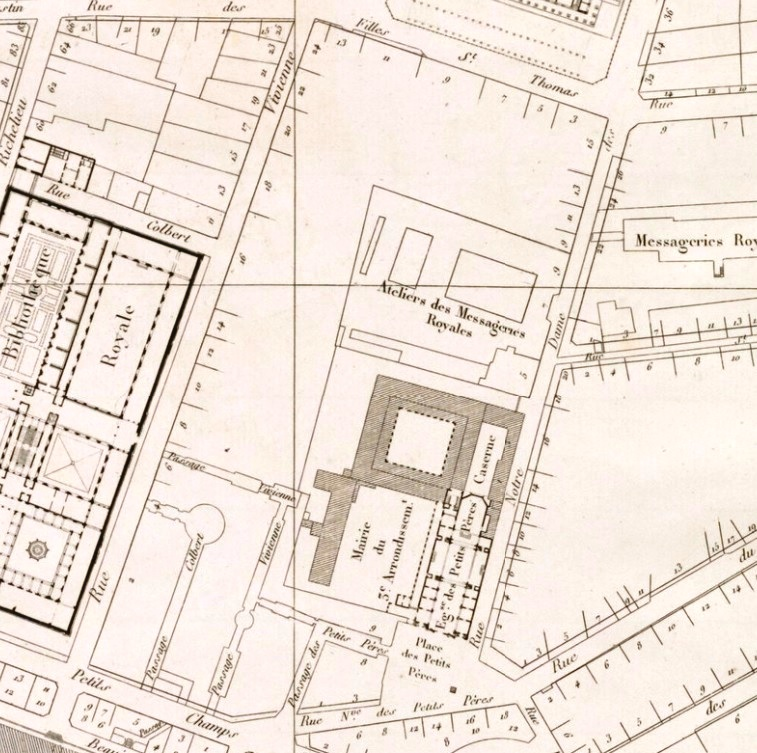
État de l'îlot avant le percement de section ouest de la rue Paul-Lelong, sur l'atlas de Jacoubet, vers 1830.

### Partie comprise entre les rues Montmartre et Notre-Dame-des-Victoires
La partie comprise entre la rue Montmartre et la rue Notre-Dame-des-Victoires s'est appelée « petit-Chemin-Herbu » en 1601 ; « rue Pénécher », « rue Péniche » ou « rue Périche » en 1603, pour devenir à partir de 1666 l'« impasse Saint-Pierre-Montmartre », la « rue Saint-Pierre-Montmartre », et « rue Pierre » sous la Révolution. 

### Partie comprise entre les rues Notre-Dame-des-Victoires et de la Banque
Par ordonnance royale du 8 décembre 1844, les terrains domaniaux dits des Petits-Pères (ancien couvent des Augustins-Déchaussés) et ceux appartenant aux Messageries royales sont percés de deux rues :
- l'une reliant la partie sud du passage des Petits-Pères (actuellement section sud de la rue de la Banque) à la place de la Bourse ;
- l'autre reliant cette nouvelle rue à la rue Saint-Pierre-Montmartre.

La première de ces voies a pris le nom de « rue de la Banque » et la seconde a reçu la dénomination de rue Paul-Lelong en 1847.

## Bâtiments remarquables et lieux de mémoire
- Le côté méridional (impair) de la rue conserve des maisons non alignées datant du XVIIIe siècle (nos 1, 3 et 5[1] ; au no 5, au-dessus de la porte, la niche surmontée d'un fronton triangulaire a été dépouillée de sa statue.
- No 7, rue Saint-Pierre-Montmartre : emplacement, au début du XVIIIe siècle de l'hôtel dit La-Cour-des-Chiens, hôtel particulier du financier Pierre Des Chiens qui y mourut en 1704 laissant veuve Marie Moricet, sœur du trésorier-général des Invalides de la Marine François Moricet de La Cour. Son entrée principale se trouvait 27, rue du Mail (voir à cette adresse).
- No 9, rue Saint-Pierre-Montmartre : adresse du lieu de décès du philosophe Charles Fourier, mort le 10 octobre 1837[2]
- No 11 : emplacement d'une entrée secondaire de l'ancienne salle Érard (voir rue du Mail).
- No 17, rue Saint-Pierre-Montmartre : domicile, en 1834, de Germain Sarrut, rédacteur du quotidien républicain La Tribune des départements (La Tribune politique et littéraire), lorsqu'il est entendu par un conseiller-auditeur de la cour royale à propos de la publication d'un article en faveur du révolutionnaire Marc Caussidière[3] et de ses codétenus alors inculpés pour leur implication dans l'insurrection des Canuts à Saint-Étienne, en février 1834[4]. Quand le journal, suspendu depuis le 14 avril 1834 et jusqu'alors établi 16, rue Notre-Dame-des-Victoires fait sa réapparition le 11 août suivant, son bureau est également installé 17, rue Saint-Pierre-Montmartre.

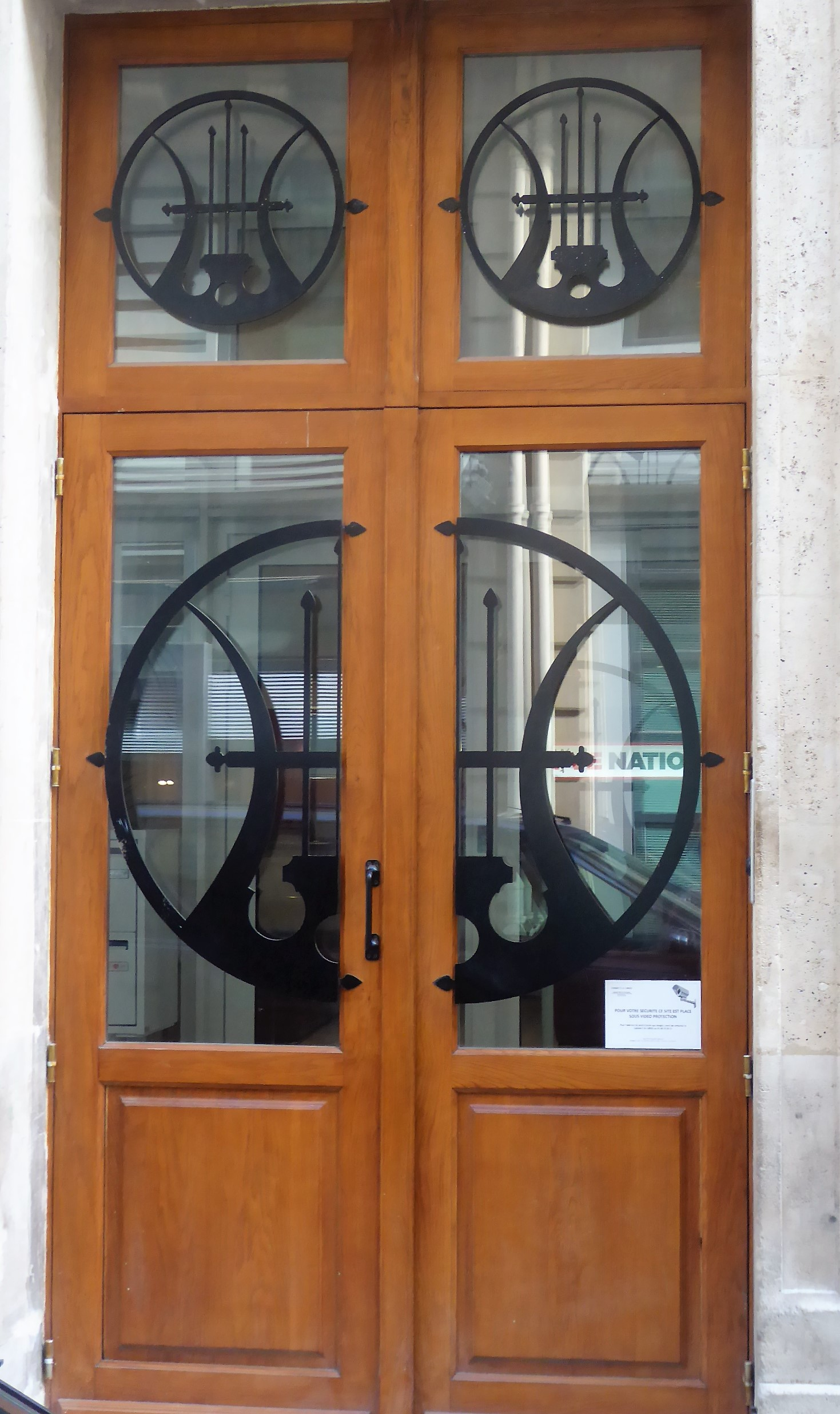
Porte du n°11.
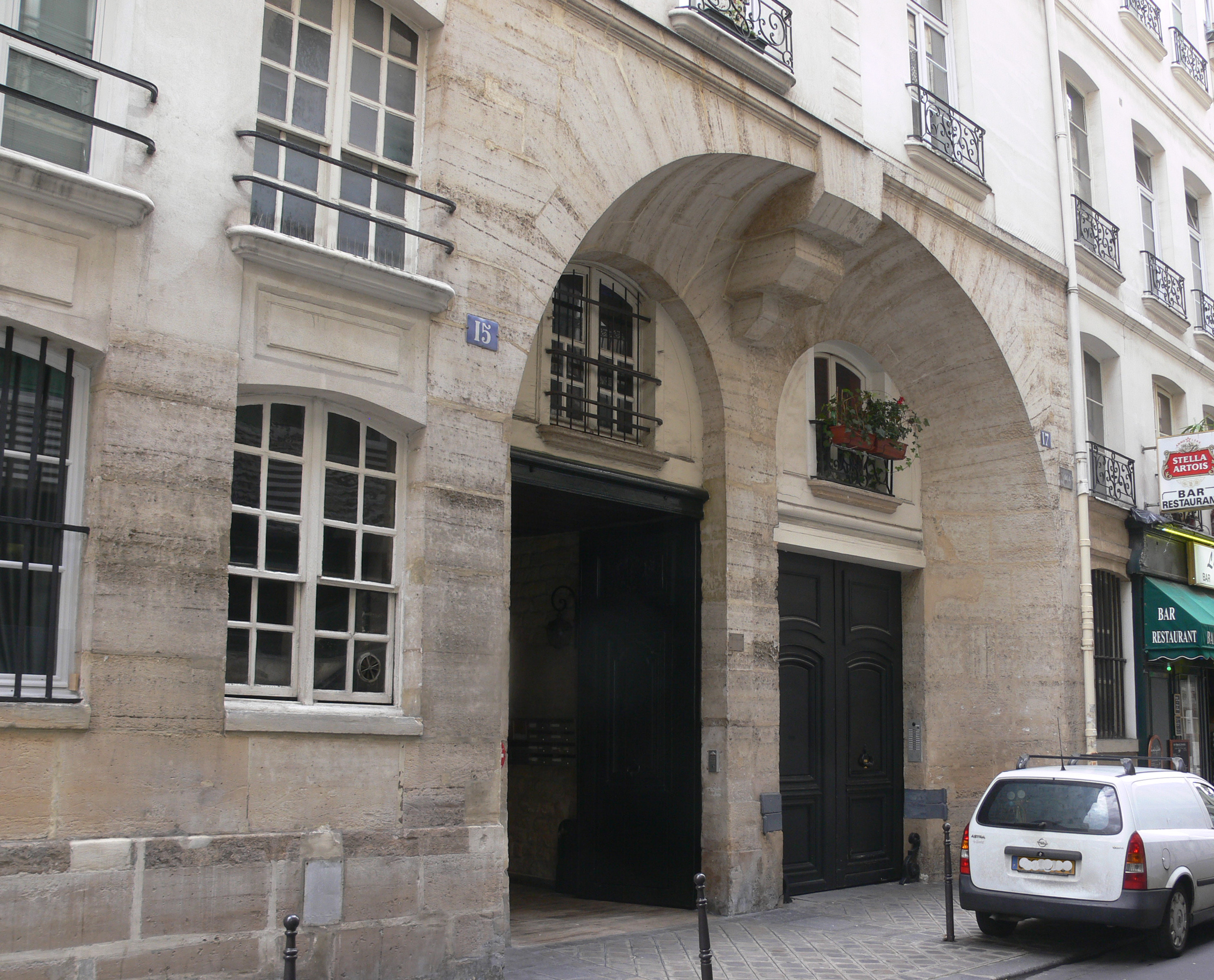
Entrée du n°15-17

## Pour approfondir